# NGC 4060
NGC 4060 est une galaxie lenticulaire située dans la constellation de la Chevelure de Bérénice. NGC 4060 a été découverte par l'astronome germano-britannique William Herschel en 1785.

## Caractéristiques
Sa vitesse par rapport au fond diffus cosmologique est de 7 142 ± 23 km/s, ce qui correspond à une distance de Hubble de 105,3 ± 7,4 Mpc (∼343 millions d'al).
Selon la base de données Simbad, NGC 4060 est une galaxie LINER, c'est-à-dire une galaxie dont le noyau présente un spectre d'émission caractérisé par de larges raies d'atomes faiblement ionisés.
Note : cette galaxie est située à proximité du groupe de NGC 4066 et elle pourrait fort bien en faire partie.